# Esporte Clube Iranduba da Amazônia
O Esporte Clube Iranduba da Amazônia (mais conhecido apenas como Iranduba) é um clube esportivo brasileiro fundado  em 18 de Janeiro de 2011, com sede na cidade de Iranduba, parte da Região Metropolitana de Manaus, Amazonas. Suas cores oficiais são o verde e o branco, presentes em todos os seus símbolos. 

## História
O clube foi idealizado e fundado pelos seguintes desportistas: Aldenir Kniphoff, Amarildo Dutra, Edu Lima, Oséas Lima, Emerson Sampaio, Carlos Castro, Juarildo Muniz, Wellison Leão, André Maciel Lima, Arnaldo Domingues, Carlos Almeida, Ítalo Fortes, Olavo Dantas, José Said, Simone Carneiro, Taffarel (goleiro Tetra Campeão Mundial) e Paulo Roberto (lateral campeão Mundial pelo Grêmio FBPA). O projeto se concretizou em 11 de Janeiro de 2011 com a fundação oficial do Esporte Clube Iranduba da Amazônia. O clube filiou-se na Federação Amazonense de Futebol no mesmo ano e assim já no ano de fundação passou a participar de torneios oficiais de futebol.

## Futebol Masculino
A estreia do clube alviverde no futebol profissional masculino se deu na Segunda Divisão do Campeonato Amazonense de 2011. A primeira partida foi em 20 de Agosto quando foi derrotado por 2 a 1 pelo CDC Manicoré. A princípio o clube não obteve êxito, ficando em 3º lugar geral no campeonato, mas, uma punição por escalação irregular revogou o título e o acesso do Grêmio Coariense, assim, colocando o Iranduba na elite do futebol profissional do estado. Como não havia tempo hábil para reeditar a final, a Federação Amazonense de Futebol dividiu o título da edição entre o Iranduba e o CDC Manicoré.
Na primeira divisão a estreia oficial se deu contra o Fast Clube, em 28 de Janeiro de 2012, quando perdeu pelo placar de 5 a 1. Neste campeonato conquistou apenas a 5ª colocação, porém, chegou a decisão do 2º turno (Taça Cidade de Manaus), onde foi vice-campeão perdendo na final para o Fast Clube. 
Ao todo o clube esmeraldino conta com 9 participações no Campeonato Amazonense de Futebol e até a temporada de 2023 contava com a marca de nunca ter sido rebaixado. Estreando em 2012, fez quatro participações consecutivas até 2015. Em 2016, por conta da desorganização do calendário, pediu licenciamento e ficou fora do futebol profissional masculino por 2 anos. Após título da Segunda Divisão de 2018, retornou no Campeonato Amazonense de Futebol de 2019 para agora uma sequência de 5 participações. Em 2023, por conta de um esquema criminoso de manipulação de resultados o clube acabou sendo excluído do campeonato e rebaixado pela primeira vez. 

### Possível beneficiamento em 2011
Em 2011, por conta do imbróglio envolvendo o Grêmio Coariense, na segunda divisão, o Iranduba foi alvo de suspeita de beneficiamento por parte da federação. Na época, o então diretor de futebol do clube de Coari, Mazinho Bezerra, indicou que haveria interesse de diretor da federação no acesso do Iranduba, uma vez que dois filhos de Ivan Guimarães exerciam algum papel no clube alviverde durante a competição. Na época a Federação utilizou de "um peso, duas medidas" para infringir punições a determinados clube e ao Iranduba, em infrações parecidas.

### Manipulação de resultados
Em 2023, a Confederação Brasileira de Futebol(CBF) enviou um dossiê à federação local alertando sobre a grande possibilidade de uma partida do clube ter tido seu resultado manipulado por jogadores envolvidos com apostas. A partida alvo do relatório ocorreu em 12 de Fevereiro, onde o Iranduba foi derrotado pelo Amazonas pelo placar de 7 a 0. Por conta disso, o presidente da Federação Amazonense de Futebol, Ednailson Rozenha, determinou a exclusão do clube do Campeonato Amazonense de Futebol de 2023, suspensão por mais dois anos (2024 e 2025) mais multa de 100 mil reais. Pouco tempo depois, os envolvidos no crime seguiram para outro clube da região norte, sem qualquer punição na justiça desportiva ou na justiça comum. Vale lembrar que em 2021 o Iranduba já havia sido alvo de suspeita de manipulação de resultado por parte da CBF mas naquela ocasião, nada foi confirmado.
Apesar da suspeita partir da CBF, muitos julgaram a atitude da FAF precipitada, pois excluiu o clube antes mesmo de qualquer investigação, apenas com base em indícios. A suspensão tirou o Iranduba da fase final do Campeonato Amazonense de Futebol de 2023, assim como da Série A3 do Campeonato Brasileiro de Futebol Feminino. Em 7 de Dezembro, o Superior Tribunal de Justiça Desportiva (STJD) absolveu o clube por 5 votos a 0, alegando falta de provas. Em 11 de Dezembro, o clube exigiu sua inclusão nos campeonatos onde foi excluído, bem como o repasse de R$270 mil de verba pública que o clube deixou de receber. A exclusão do Iranduba dos campeonatos por meio de ato do presidente da FAF, Ednaílson Rozenha, foi considerada ilegal pelo STJD.

### Títulos
- Campeonato Amazonense - 2ª Divisão: 2018

## Futebol Feminino
O Iranduba obteve mais destaque no futebol feminino, sendo atualmente o maior campeão estadual do Amazonas depois de conquistar 8 títulos consecutivos entre 2011 e 2018. Por isso, se tornou figura frequente nos torneios nacionais, onde obteve campanhas regulares com bons públicos. 

### Cenário Nacional
O clube ingressou no cenário nacional do futebol feminino ainda em 2011, ano se sua fundação, quando participou da Copa do Brasil de Futebol Feminino por ter sido campeão amazonense, competição esta que disputou por seis anos seguidos. No decorrer do tempo, em 2013, foi um dos 20 participantes do primeiro Campeonato Brasileiro profissional, permanecendo na elite do futebol feminino brasileiro até 2020, quando foi rebaixado. Em 20 de Maio de 2015 foi um dos membros fundadores da Liga Feminina Brasileira de Futebol (LFBF). Em 2016 participou da I Liga de Futebol Feminino Sub20, realizada pelo Ministério do Esporte, onde sagrou-se Vice-campeão.

### Bons públicos
No Brasileiro de 2016, o Iranduba atraiu 20.364 pagantes aos estádios, em cinco partidas, com média de 4.072 espectadores por jogo,  marca superior às equipes masculinas amazonenses que disputavam torneios nacionais na época. O Iranduba inclusive conseguiu os maiores públicos da competição, contando com 8.147 pagantes contra o Corinthians, 7.145 (5.875 pagantes) contra o Flamengo e 4.030 no jogo contra o São José-RS, todos na Arena da Amazônia;  849 pagantes presenciaram Iranduba e Santos no Estádio da Colina. As rendas dessas partidas foram as únicas do Brasileirão Feminino que pagaram os custos operacionais.
Com esse sucesso de público, o clube esmeraldino chegou a ser uma referência em públicos para futebol feminino no país, sendo considerado no auge como uma alternativa para evitar o ostracismo da Arena da Amazônia. Na disputa da primeira Liga de Futebol Feminino Sub-20, e no dia 24 de junho de 2016, 17.322 pessoas assistiram a final entre Iranduba  e ADECO, com o clube amazonense sendo vice-campeão. Em 2017 nas fases de Quartas de Final e Semifinal, novamente o clube obteve públicos importantes: cerca de 15 mil compareceram ao jogo da fase de Quartas de Final, onde o Iranduba eliminou o Flamengo; outros 25 mil compareceram na fase seguinte, onde o alviverde acabou sendo eliminado pelo Santos.

### Crise e decadência
Em 2020, ano em que o mundo foi assolado pela Pandemia de COVID-19, o Iranduba tinha um acordo de patrocínio desde setembro do ano anterior com a empresa VeganNation, que patrocinaria outros clubes da região como Nacional, Clube do Remo e Paysandu. Acontece que a empresa não cumpriu seus contratos e deixou o clube sem recursos num ano muito difícil para todos. Por conta do golpe sofrido, o Iranduba perdeu parte do seu elenco e ficou sofrendo para pagar os salários das atletas remanescentes. A situação chegou a um ponto tão crítico que o Iranduba possuia apenas quatro jogadoras no elenco às vésperas do retorno do Campeonato Brasileiro de Futebol Feminino. Para não abandonar a competição, o clube fez uma parceria com o 3B, seu mais ferrenho adversário da época, recebendo todo o elenco e comissão técnica do rival, assim como fazendo usufruto de sua estrutura. Era como se o 3B tivesse assumido o departamento de futebol feminino alviverde. Não era a primeira vez que os clubes fizeram uma parceria, em 2016 em virtude da disputa do Campeonato de Peladas - Categoria feminina, as equipes uniram forças num time que usava o nome fantasia de 3B/Iranduba.

### Títulos
- Campeonato Amazonense: 8 (2011 2012, 2013, 2014, 2015, 2016, 2017, 2018)

## Outros Esportes
Em 2012, participou da 1ª Taça Brasil de Beach Soccer de Futebol Feminino, no Complexo da Gávea, Rio de Janeiro,  onde foi Vice Campeã do Torneio Início e na 5ª Colocação geral. Também no ano de 2012 participou do Torneio Internacional Taça das Nações em Boa Vista, onde também foi Vice Campeã.

### Títulos
- Vice-campeão da Copa do Brasil de Futsal (Feminino) - 2017
- Campeonato Amazonense de Futsal (Feminino) - 2016

## Simbolos

### Cores e Uniforme
As cores oficiais do Iranduba são o verde (cor principal) e o branco. O uniforme principal tem como cor predominante o verde e o uniforme reserva pode ser totalmente branco ou ter listras verticais verdes e brancas.

### Mascote
O clube não tem um mascote oficial. Mas, convencionou-se o uso do personagem Hulk, da Marvel, como mascote. O personagem não é mascote oficial porque para isso dependeria de uma licença de uso da detentora dos direitos sobre o personagem. 